# Убийство (телесериал)
«Убийство» (Forbrydelsen в переводе с дат. — «Преступление») — остросюжетный телесериал 2007 года, совместного производства Дании, Швеции и Норвегии. Впервые сериал был показан 7 января 2007 года. В конце 2012 года после окончания третьего сезона сериал был закрыт. В России первый сезон сериала транслировался Первым каналом с 28 сентября 2011 года по 9 февраля 2012 года в рамках телепроекта «Городские пижоны».

## Сюжет
Сезон 1
Детектив Сара Лунд работает в полиции Копенгагена, но собирается переехать со своим женихом в Швецию. Однако в день её отлёта с непримечательной находки в поле за городом (окровавленная футболка и карточка из видеопроката) начинается расследование жестокого убийства молодой девушки, из-за которого Сара вынуждена повременить с отъездом. Дело осложняется тем, что первое подозрение падает на кандидата на пост мэра Копенгагена Трульса Хартманна.
Сезон 2
После событий первого сезона Сару Лунд понижают в должности и она работает на паспортном контроле в глубинке. Инспектор из Копенгагена Ульрик Странге посещает Лунд от имени своего босса, Леннарта Брикса, и просит помочь ему в расследовании убийства адвоката Анны Драгсхольм. В деле замешаны министр юстиции, обороны и даже премьер-министр. Случайно Лунд и Странге выходят на дело о сокрытии убийства мирных жителей в Афганистане датскими солдатами.
Сезон 3
Лунд и Матиас Борх под руководством Леннарта Брикса расследуют похищение маленькой Эмили Зайтен, дочери одного из богатейших людей Дании, руководителя компании Zeeland, которая поддерживает правительство. Возникает связь между последней серией убийств и давним якобы самоубийством девочки-сироты. Лунд и Борх выслеживают похитителя в Копенгагене и Ютландии. В деле оказываются замешаны премьер-министр, министр юстиции, лидер оппозиционной партии, заместитель окружного прокурора и множество других высокопоставленных людей.

## В ролях
| Актёр                  | Роль                 |
| ---------------------- | -------------------- |
| София Гробёль          | Сара Лунд            |
| Ларс Миккельсен        | Трульс Хартманн      |
| Бьярне Хенриксен       | Тайс Бирк Ларсен     |
| Анн Элеонора Йёргенсен | Пернилле Бирк Ларсен |
| Николай Ли Кос         | Матиас Борх          |
| Мария Аскхейв          | Ри Сковгард          |
| Михаэль Моритцен       | Мортен Вебер         |
| Сёрен Маллинг          | Янн Майер            |

## Оценки
Первый сезон сериала прошёл с высокими рейтингами в Германии и Англии, обойдя по числу зрителей популярный на тот момент американский телесериал «Безумцы».
Анализируя успех скандинавского сериала за границей, российский кинокритик Роман Волобуев назвал его в некотором смысле ремиксом телесериала «Твин-Пикс», «откуда вынули чертовщину».

## Ремейки
В 2011 году компания Fox Television Studios сняла ремейк «Убийство» (англ. The Killing), основанный на скандинавском сериале. Двухчасовая премьера сериала состоялась 3 апреля 2011 года на кабельном канале AMC.
13 июня 2011 года AMC заказал второй сезон сериала, который состоял из 13 серий.
После противоречивой информации о судьбе сериала канал AMC совместно с Netflix заказал третий сезон, который стартовал 2 июня 2013 года.
Четвёртый сезон (уже под полным покровительством Netflix) появился на малых экранах 1 августа 2014 года в количестве 6 эпизодов, которые стали доступны сразу же после премьеры.
В 2016 году вышла российская адаптация под названием «Преступление».